# Avni Odabaşı
Avni Odabaşı (* 1957 in Diyarbakır) ist ein deutsch-türkischer Karikaturist, der seine Karikaturen sowohl in deutscher, als auch in türkischer Sprache betextet.
1985, zwei Jahre nachdem Odabaşı im Gırgır seine erste Karikatur veröffentlicht hatte, war seine erste eigenständige Ausstellung in Istanbul zu sehen, der Ausstellungen in 36 Regierungsbezirken und Landeskreisen der Türkei folgten. Die erste Karikaturensammlung des heute in Frankfurt am Main lebenden Satirikers, Fass meine Gedanken nicht an, enthielt Karikaturen sowohl in türkischer als auch in deutscher Sprache.
Odabaşı erhielt bereits vier z. T. internationale Preise und erscheint mit seinen Karikaturen auch in Zeitschriften außerhalb des türkischen und deutschen Sprachraumes.

## Werke
- Düsunceme Dokunma! Fass meine Gedanken nicht an! Papirüs Presse, Istanbul, 1998.